# Kendeffy-ház (Kolozsvár)
A Kendeffy-ház vagy Kendeffy-palota a kolozsvári Deák Ferenc utca déli oldalának egyik műemlék épülete.

## Története
Gróf Kendeffy Ádám építtette 1832 körül; az építőmester Georg Winkler volt. Az 1833-ban megnyílt kaszinó, amelynek Kendeffy egyik alapítója volt, eleinte a ház földszintjén helyezkedett el. Kendeffy Ádám 1834-ben bekövetkezett halála után a család alig használta az épületet, földszintjét bérbe adták.
1834-1835-ben az épületben lakott Wesselényi Miklós és Jósika Miklós; Wesselényi a pincében helyezte el nyomdáját, amellyel az erdélyi országgyűlés (korábban betiltott) jegyzőkönyveit kinyomtatták.
Az egyik helyiségben az 1870-es évek elején Helfy Adolf megnyitotta a Grand kávéházat, amely különböző bérlőkkel az első világháborúig működött itt, utána étterem nyílt a helyén.
A 19–20. század fordulóján az épületet a város vette meg, és összekötötték a városházával. 1896–1920 között az udvari épületekben, Stief Jenő nyomdájában nyomtatták többek között az Erdélyi Gazda, Erdélyi Múzeum és Református Szemle című folyóiratokat.
1973 és 1993 az épületben kapott helyet az Utunk, illetve Helikon szerkesztősége. 1989-ig a Román Kommunista Párt városi bizottságának székhelye volt, a rendszerváltás után a Szociáldemokrata Párt, a Nemzeti Liberális Párt, valamint 2017-től a Népi Mozgalom Párt bérel benne irodákat.
2014-ben az épület falán emléktáblát helyeztek el az 1989-es forradalom kolozsvári hőseinek tiszteletére.

## Leírása
Az egyemeletes, klasszicista stílusú épület háromtengelyes homlokzatát keskeny kőkorlátos erkély díszíti. Figyelemre méltó a toszkán oszlopsoros emeleti folyosó, illetve a szintén kőkorlátos, vázákkal díszített lépcsőház.